# Frances de la Tour
Frances de la Tour (Bovingdon, Hertfordshire, 30 de julho de 1944) é uma atriz inglesa conhecida pelo papel de Madame Maxime no filme Harry Potter e o Cálice de Fogo.

## Filmografia

### TV e cinema
| Ano       | Título                                        | Papel                     | Notas |
| --------- | --------------------------------------------- | ------------------------- | --- |
| 1970      | Country Dance                                 | District Nurse            | |
| 1970      | Every Home Should Have One                    | Maud Crape                | |
| 1972      | Our Miss Fred                                 | Miss Lockhart             | |
| 1974–1978 | Rising Damp                                   | Miss Ruth Jones           | 24 episodes                                                                                               |
| 1976      | To the Devil a Daughter                       | Salvation Army Major      | |
| 1977      | Wombling Free                                 | Julia Frogmorton          | |
| 1977      | Maggie: It's Me                               | Maggie                    | |
| 1980      | Rising Damp                                   | Miss Ruth Jones           | Evening Standard British Film Award for Best Actress                                                      |
| 1980      | Flickers                                      | Maud Cole                 | |
| 1983      | The Bounder                                   | Celia                     | |
| 1984      | Ellis Island                                  | Millie Renfrew            | |
| 1985      | Murder with Mirrors                           | Miss Bellaver             | |
| 1990      | Strike It Rich                                | Mrs. De Vere              | |
| 1996      | Cold Lazarus                                  | Emma Porlock              | |
| 1997      | The History of Tom Jones: A Foundling         | Aunt Western              | |
| 1998      | Heartbeat                                     | Tessa                     | Episode "Bad Penny"                                                                                       |
| 1999      | The Cherry Orchard                            | Charlotte Ivanova         | |
| 2004      | Agatha Christie's Poirot                      | Salome Otterbourne        | Episode "Death on the Nile"                                                                               |
| 2004      | Waking the Dead                               | Alice Taylor-Garrett      | Episode "False Flag"                                                                                      |
| 2005      | Harry Potter and the Goblet of Fire           | Madame Olympe Maxime      | |
| 2005      | Sensitive Skin                                | Sarah Thorne              | 1 episode                                                                                                 |
| 2006      | Agatha Christie's Marple                      | Mrs. Maud Dane Calthrop   | Episode The Moving Finger                                                                                 |
| 2006      | The History Boys                              | Dorothy Lintott           | Nominated – BAFTA Award for Best Actress in a Supporting Role Nominated – British Independent Film Awards |
| 2006      | New Tricks                                    | Professor Styles          | 1 episode (Old Dogs)                                                                                      |
| 2010      | The Book of Eli                               | Martha                    | |
| 2010      | Alice in Wonderland                           | Aunt Imogene              | |
| 2010      | Harry Potter and the Deathly Hallows – Part 1 | Madame Olympe Maxime      | |
| 2010      | The Nutcracker in 3D                          | The Rat Queen/Housekeeper | |
| 2011      | Hugo                                          | Madame Emile              | |
| 2012      | Private Peaceful                              | Grandma Wolf              | |
| 2013–2016 | Vicious                                       | Violet Crosby             | |
| 2013–2014 | Big School                                    | Ms. Margaret Baron        | |
| 2014      | Into the Woods                                | The Giantess              | |
| 2015      | Mr. Holmes                                    | Madame Schirmer           | |
| 2015      | Survivor                                      | Sally                     | |
| 2015      | The Lady in the Van                           | Ursula Vaughan Williams   | |
| 2015      | Miss You Already                              | Jill                      | |
| 2016      | Alice Through the Looking Glass               | Aunt Imogene              | |
| 2016      | Outlander                                     | Mother Hildegarde         | Series 2                                                                                                  |
| 2016      | The Collection                                | Yvette                    | |
| 2017      | Man in an Orange Shirt                        | Mrs March                 | |
| 2018      | Vanity Fair                                   | Lady Matilda Crawley      | |
| 2020      | Dolittle                                      | Dragon (voice)            | |
| 2020      | Enola Holmes                                  |                           | Post-production                                                                                           |

## Prêmios e indicações
| Ano  | Prêmio                         | Categoria                              | Indicada para              | Resultado |
| ---- | ------------------------------ | -------------------------------------- | -------------------------- | --------- |
| 1980 | Olivier Award                  | Best Actress in a New Play             | Duet for One               | Venceu    |
| 1980 | Evening Standard Film Award    | Best Actress                           | Rising Damp                | Venceu    |
| 1983 | Olivier Award                  | Best Actress in a Revival              | A Moon for the Misbegotten | Venceu    |
| 1986 | BAFTA TV Award                 | Best Actress                           | Duet for One               | Indicado  |
| 1992 | Olivier Award                  | Best Supporting Actress                | When She Danced            | Venceu    |
| 1995 | Olivier Award                  | Best Actress                           | Les Parents Terribles      | Indicado  |
| 2006 | Drama Desk Award               | Outstanding Featured Actress in a Play | The History Boys           | Venceu    |
| 2006 | Tony Award                     | Best Featured Actress in a Play        | The History Boys           | Venceu    |
| 2006 | British Independent Film Award | Best Actress                           | The History Boys           | Indicado  |
| 2007 | BAFTA Film Award               | Best Supporting Actress                | The History Boys           | Indicado  |
| 2014 | BAFTA TV Award                 | Best Female Comedy Performance         | Vicious                    | Indicado  |